# Parafia Przenajświętszej Trójcy w Rosi
Parafia Przenajświętszej Trójcy w Rosi – rzymskokatolicka parafia znajdująca się w Rosi, w diecezji grodzieńskiej, w dekanacie Wołkowysk, na Białorusi.

## Historia
Pierwszy, drewniany kościół w Rosi zbudowano pod koniec XV w. z fundacji kasztelana wileńskiego Hieronima Chodkiewicza. Znajdował się on w parku dworskim i był poświęcony pw. Wniebowzięcia Najświętszej Maryi Panny. W 1611 kasztelan Chodkiewicz ufundował przy nim parafię. W 1682 wojewoda trocki Marcjan Aleksander Ogiński ufundował nowy kościół, również zbudowany z drewna. Był on już poświęcony pod obecnym wezwaniem. Przy parafii działały szkoła i szpital.
Budowę nowej, murowanej świątyni rozpoczęto w 1770. W 1796 została ona przerwana. Prace dokończono w latach 1802 - 1807. Ich fundatorami byli właściciele Rosi - Potoccy.
W latach międzywojennych parafia leżała w archidiecezji wileńskiej, w dekanacie wołkowyskim. Przed II wojną światową liczyła ponad 2500 wiernych.
W czasach sowieckich kościół był czynny, a nawet przeprowadzano jego remonty. Funkcjonowała również parafia. Znacjonalizowana została plebania, przy zostawieniu na mieszkanie dla księdza jednego pokoju i korytarza służącego za kuchnię (w latach 90. budynek zwrócono).
Do parafii należy kaplica cmentarna pw. św. Stefana, pochodząca z początku XX w. i wybudowana na miejscu drewnianej z co najmniej z końca XVIII w. Komuniści zabronili korzystania z niej, co spowodowało popadnięcie budynku w ruinę. Od czasu upadku Związku Sowieckiego jest ona remontowana.

## Sanktuarium
Kościół jest sanktuarium Jezusa Frasobliwego. Znajduje się w nim słynąca cudami figura Jezusa Frasobliwego. Pierwszy cud zanotowano w 1618 i w kolejnych wiekach Roś była ośrodkiem pielgrzymkowym, szczególnie popularnym w okresie międzywojennym i tuż po II wojnie światowej. Jednak w czasach prześladowań religijnych pielgrzymki zostały zabronione. Roś ponownie stała się centrum pielgrzymkowym po upadku komunizmu. W 2002 za sprawą grodzieńskiej młodzieży katolickiej przywrócono piesze pielgrzymki z Grodna do Rosi. W 2012 przy kościele wybudowano dom rekolekcyjny. Głównymi dniami uroczystości są dwie kolejne niedziele, w które przypadają święta Zesłania Ducha Świętego i Trójcy Przenajświętszej.

## Kaplica cmentarna pw. Św. Stefana w Rosi
Historia
Na roskim cmentarzu grzebalnym pierwotnie znajdowała się drewniana, kryta gontami kaplica, wystawiona prawdopodobnie po 1796 r., użytkowana również przez unitów. Dwukrotnie, w latach 1877 i 1891 Jadwiga Branicka, siostra właściciela majątku Stefana Potockiego, przekazywała fundusze na jej remont, jednak kaplica nadal popadała w ruinę, a w 1894 już nie istniała. Pod koniec XIX wieku przepełniony mogiłami cmentarz nie był już użytkowany.
Ks. Bronisław Sarosiek, proboszcz roski (1897-1905), uporządkował cmentarz i zapewne powiększył jego teren. W latach 1901-1903 w zachodniej części nekropolii z fundacji ordynata roskiego hrabiego Stefana Potockiego została wystawiona nowa, murowana kaplica. Miała być rodzinnym mauzoleum, z obszerną kryptą przeznaczoną na miejsce spoczynku kolejnych właścicieli majątku i dalszej rodziny.
Prace budowlane rozpoczęto w październiku 1901 r., prowadził je majster Teofil Łuba. Do budowy kaplicy użyto cegieł wypalanych w miejscowej cegielni (na niektórych do dzisiaj widoczne są stemple „Roś”), a elementy kamienne zamówiono w warszawskim zakładzie kamieniarskim Pawła Pileckiego. Posadzkę we wnętrzu i w krypcie ułożył Kajetan Patrizio, przy pracach wykończeniowych brał również udział majster malarski Julian Floryanowicz.
Kaplica została poświęcona w 1904 r. przez ks. Bronisława Sarosieka.
Po śmierci fundatora w ryzalit zachodni wstawiono duży, czerwonomarmurowy sarkofag, z inskrypcją: „Ś.P. STEFAN HR. POTOCKI / ZAŁOŻYCIEL ORDYNACJI ROSKIEJ / URODZONY W WARSZAWIE 4/26 PAŹDZIERNIKA 1820 ROKU / ZMARŁ W ROSI 18 CZERWCA / 1 LIPCA 1910 ROKU” .
Do 1939 r. kaplica była własnością kolejnego dziedzica majątku, Adama Branickiego. Po II wojnie światowej stopniowo dewastowana; zniknęło jej wyposażenie, sarkofag Stefana Potockiego został zniszczony, witraże wybito (kaplica służyła jako latryna miejscowej jednostki wojskowej). Po 1989 r. staraniem ks. Ludwika Staniszewskiego została uprzątnięta, a kompleksowym remontem zajął się obecny roski proboszcz, ks. Czesław Pawlukiewicz.

Architektura i wyposażenie
Kaplica została zbudowana w stylu neoromańskim, z cegły, na kamiennej podmurówce. Jej plan jest na rzucie prostokąta, z apsydą i ryzalitami kaplic, z fasadą o jednej osi, z lekko wysuniętym arkadowym portalem poprzedzonym schodkami. Trójosiowe elewacje boczne są gładkie, zwieńczone arkadowym fryzem, analogicznym jak w fasadzie, tworzącym trójkątne naczółki na ścianach ryzalitów kaplic. Okna w zamknięte półkoliście, w fasadzie duży okulus. W części cokołowej znajdują się półkoliste okna doświetlające przestrzeń krypty.
Jednonawowe, trójprzęsłowe wnętrze z dwoma ryzalitami kaplic ma podziały wyznaczone półkolumnami o kostkowych kapitelach. Ryzality są otwarte do wnętrza półkolistymi arkadami wspartymi na półkolumnach. Apsyda z gładką czaszą oddzieloną na poziomie kapiteli półkolumn wspierających łuk tęczowy. Sklepienie krzyżowo-żebrowe na gurtach. Zejście do krypty po schodach; jej wnętrze na rzucie kwadratu, pod pierwszym i drugim przęsłem. Dach kaplicy kryty blachą, dwuspadowy, nad apsydą półkolisty.
Pierwotne wyposażenie kaplicy znane jest ze źródeł archiwalnych. Z zachowanej korespondencji Stefana Potockiego z malarzem Franciszkiem Ejsmondem wynika, że artysta zaprojektował dębowy ołtarz i ramy do obrazu w stylu romańskim. Nadzorował powstanie ołtarza, który, według otrzymanego rysunku, wykonała w lutym 1903 r. „Fabryka Mebli Stylowych Z.(Zdzisław) Szczerbiński i K.(Kazimierz) Trenerowski” z Warszawy. Potocki życzył sobie, żeby Ejsmond namalował na płótnie obraz jego patrona, św. Stefana, według fotografii figury odlanej z brązu przez Lorenzo Ghibertiego, z kościoła San Michele we Florencji (Potocki określił ją jako „dzieło wielkiej piękności i uroku”). Na zlecenie ordynata Ejsmond zaprojektował również krucyfiks, który miał stać na ołtarzu oraz witraże, wykonane w warszawskiej pracowni Franciszka Białkowskiego i Władysława Skibińskiego. W kaplicy znajdował się także krucyfiks projektowany i wykonany w 1905 r. przez Władysława Twardo „z drzewa dębowego z figurą Pana Jezusa brązową oksydowaną w ogniu antique zielonkowatociemny, podług stylu romańskiego”. Metalową pokrywę wejścia do krypty z datą 1903 wykonało warszawskie „Towarzystwo Akcyjne Fabryki Wyrobów Żelaznych Wł. Gostyński i S-ka”.

Zagadnienia artystyczne
Kaplica cmentarna w Rosi jest odosobnionym na terenie grodzieńszczyzny przykładem architektury neoromańskiej. Wśród budowli sakralnych powstających tam na początku XX wieku (po tzw. ukazie tolerancyjnym z 1905 r.), prawie bez wyjątku króluje neogotyk, wybierany świadomie jako styl wyróżniający świątynie katolickie. Nieznany jest jej projektant, wiadomo natomiast, że budową zajmował się Teofil Łuba, który był także projektantem niezrealizowanej dzwonnicy przy roskim kościele.
Poprawność, a nawet oryginalność form kaplicy pozwalają widzieć w autorze jej projektu wykształconego architekta, którego pozyskanie, uwzględniając koneksje fundatora, nie było trudne. Możliwe jest, że projektant pochodził ze środowiska architektów krakowskich, gdzie Potocki spędzał znaczną część roku. Jednak wszystkie materiały budowlane – począwszy od elementów kamiennych czy blach, aż po dekoracyjne witraże – były zamawiane w zakładach warszawskich. Nie można także pominąć faktu, że kaplica została zbudowana z cegły pochodzącej z cegielni w Rosi i tu też musiały być wykonane wszystkie kształtki i profile, co dobrze świadczy o poziomie zakładu.
Potocki był nie tylko fundatorem ale i pomysłodawcą wystroju kaplicy – dowodzi tego choćby zamówienie obrazu św. Stefana do ołtarza głównego. Interesująca jest także jego współpraca z Franciszkiem Ejsmondem, który nie tylko namalował rzeczony obraz, ale nadzorował budowę ołtarza oraz produkcję zaakceptowanych przez Potockiego witraży.
Wszystkie (o których wiadomo) elementy wystroju kaplicy pochodziły z wytwórni warszawskich. Posadzkę, która położona była również w krypcie, wykonał Kajetan Patrizio, wśród wyposażenia ruchomego był także krzyż pochodzący z warsztatu Władysława Twardo - ci dwaj rzemieślnicy pracowali w tym samym czasie przy zmianie wystroju roskiego kościoła parafialnego.